# 余延年
余 延年（よ えんねん、 延享3年（1746年） - 文政2年 4月19日（1819年5月12日））は、江戸時代中期から後期の日本の篆刻家。
本姓は山口氏、通称は九郎左衛門。百済の余璋王の後裔であることから修して余と称している。字を千秋または君寿、号は墨山・魯台・風塵道人等がある。山口耕軒は長男。

## 略伝

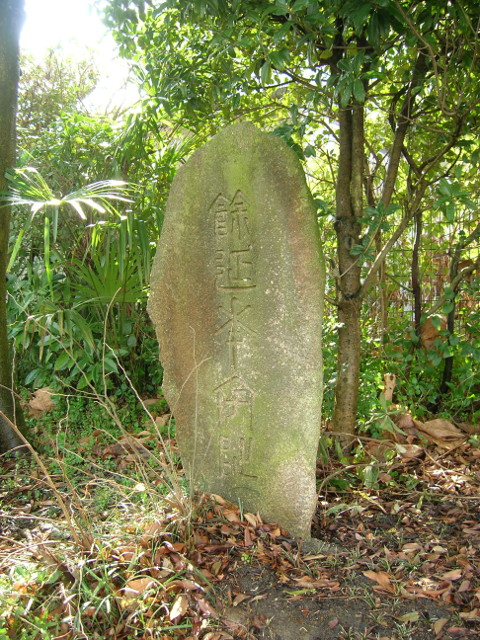
余延年宅跡碑

延享3年（1746年）、尾張国知多郡八ツ屋新田（現・愛知県大府市共和町八ッ屋）に生まれる。また、先祖代々大高村（現・愛知県名古屋市緑区）に住んだとも言う。造り酒屋を営み、大高村の中心近くに居宅を構えて、地元で焼かれた大高焼（猪根焼）にも関わった。壮年になって篆刻に凝り、京都に遊学して高芙蓉に入門し技を習得した。左大臣二条斉信に印を納め、成修処士の号を賜った。また久村曉台に俳句を、増山雪斎に墨蘭を学び、元明の文人画家に私淑。蘭竹図を得意とした。
印譜に『印鐫』があり、『宣和集古印史』を模刻した。また随筆に『風塵随筆』がある。文政2年に病没、享年74。墓所は春江院にある。子孫によって春江院に「山口墨山碑」が建てられたほか、かつて自宅があった名古屋市緑区大高町内の江明公園には宅跡を示す石碑が建てられている。